# マウントエンジェル修道院

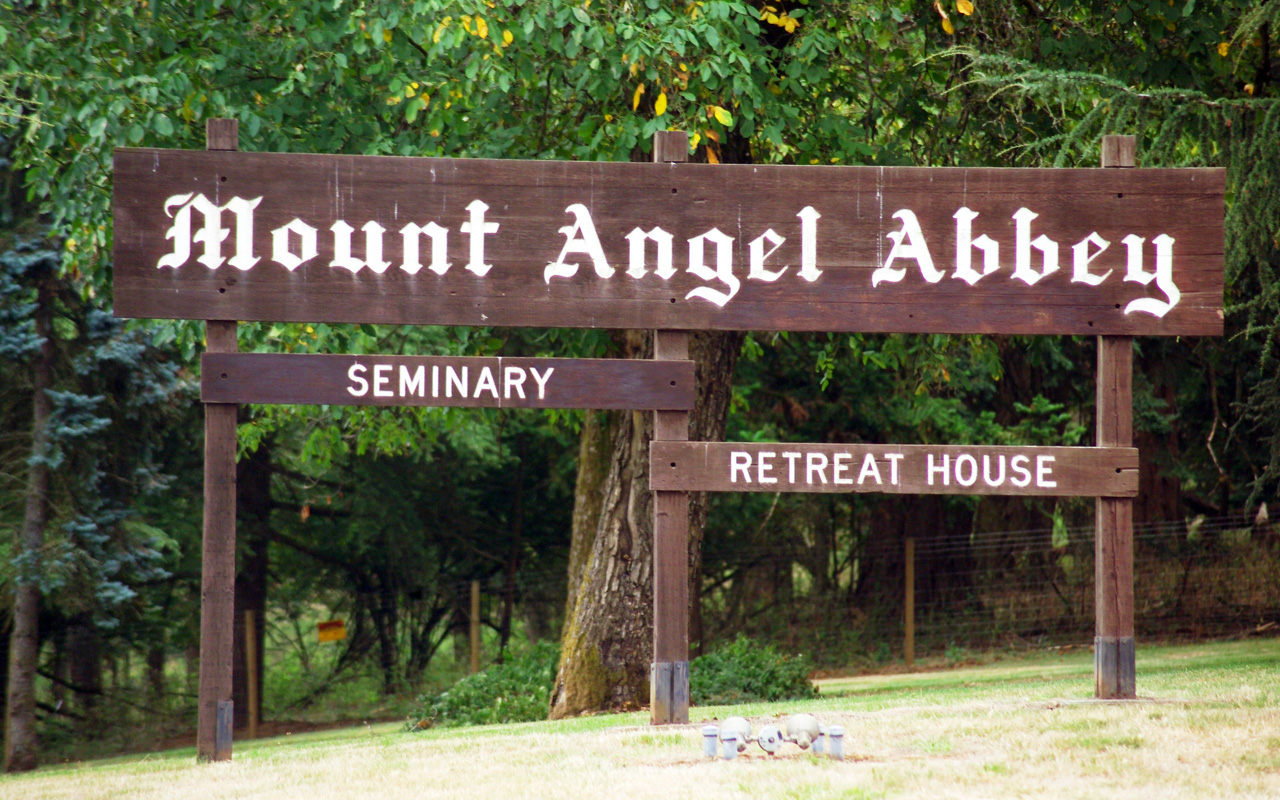
マウントエンジェル修道院の入口案内板。エンジェル山の麓にある。

マウントエンジェル修道院・神学校（英: Mount Angel Abbey and Seminary）は、アメリカ合衆国オレゴン州マウントエンジェル近郊にあるベネディクト会系修道院。1882年、スイスのエンゲルベルク修道院から派生して創建した。エンジェル山（英: Mount Angel、高さ485ft）の頂上に建ち、「セントベネディクト」というマウントエンジェル市からは独立した独自の郵便局を有する。
現在、神学校に在籍する学生は150人。その内40%が白人である。残りの60％の多くを、ヒスパニック系、ベトナム人、フィリピン人が占める。
修道院には、アルヴァ・アールトが設計した図書館がある。

## マウントエンジェル修道院博物館
マウントエンジェル修道院博物館（英: Mount Angel Abbey Museum）では、よく分類された収蔵品が展示されている。その中には、武装した動物のジオラマ、岩や天然石、古い典礼の祭服や宗教関係の品々、南北戦争の遺品などがある。博物館は、毎日一般に公開されている。

## 外部リンク

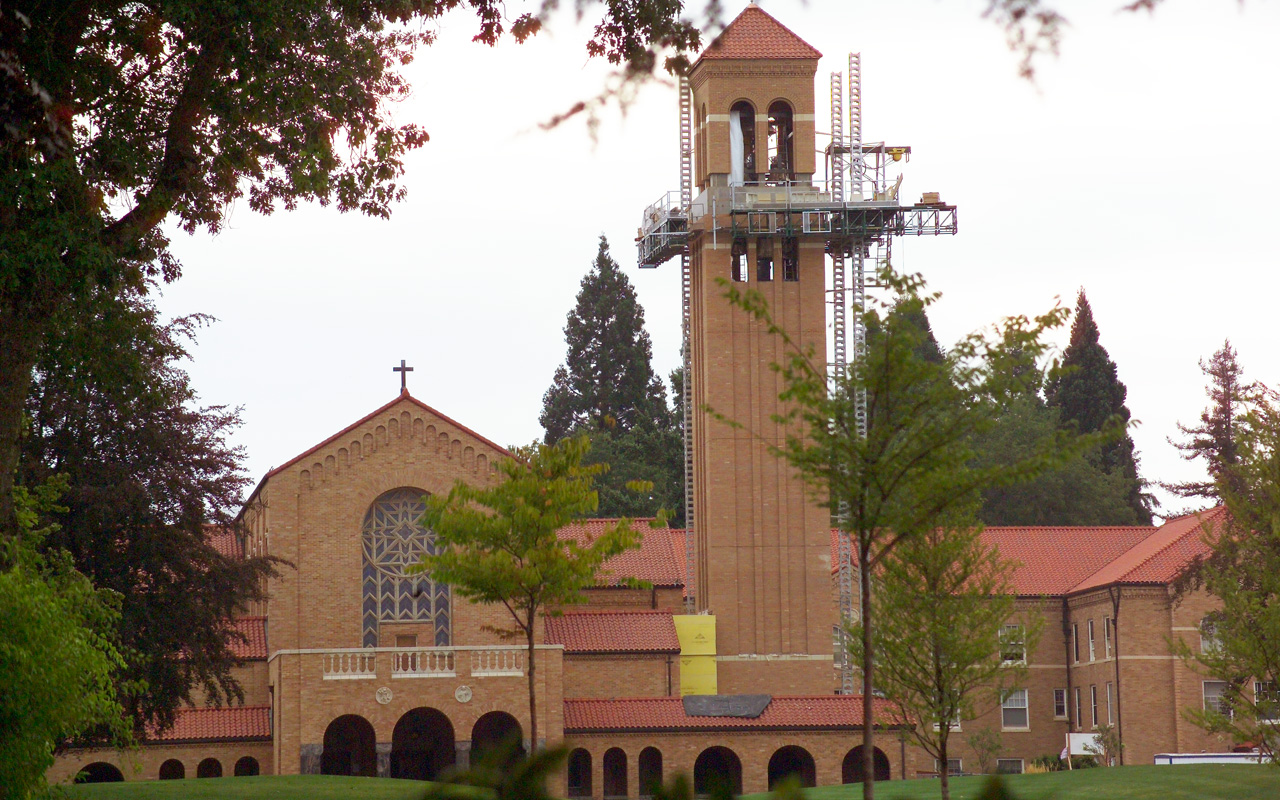
マウントエンジェル修道院の教会建築。この写真が撮られた2007年当時、教会に塔と鐘を取り付ける工事が行われる最中であった。